# Symplocos molinae
Symplocos molinae là một loài thực vật thuộc họ Symplocaceae. Đây là loài đặc hữu của Honduras.